# Salornay-sur-Guye
Pour les articles homonymes, voir Guye.
Salornay-sur-Guye est une commune française située dans le département de Saône-et-Loire, en région Bourgogne-Franche-Comté.

## Géographie
La commune de Salornay-sur-Guye, seconde commune du canton de Cluny, connaît une population régulièrement croissante ces dernières années[Quand ?] pour atteindre 800 habitants.
Le bourg est situé dans la vallée de la Guye. Ayant gardé des commerces, activités et services, Salornay, bénéficiant d'une situation géographique qui le place à trente minutes de différentes villes du département, est desservi par deux routes départementales dont l'axe Mâcon – Montceau-les-Mines (RD 980) et se situe dans la région touristique du Clunisois.
La commune de Salornay-sur-Guye comprend le hameau d'Angoin.

### Communes limitrophes
Les communes limitrophes sont Chérizet, Cortevaix, Flagy, Sailly, Saint-André-le-Désert, La Vineuse sur Fregande et Bonnay-Saint-Ythaire.

### Climat
Pour des articles plus généraux, voir Climat de la Bourgogne-Franche-Comté et Climat de Saône-et-Loire.
En 2010, le climat de la commune est de type climat océanique dégradé des plaines du Centre et du Nord, selon une étude du Centre national de la recherche scientifique s'appuyant sur une série de données couvrant la période 1971-2000. En 2020, Météo-France publie une typologie des climats de la France métropolitaine dans laquelle la commune est dans une zone de transition entre le climat océanique altéré et le climat océanique altéré et est dans la région climatique Bourgogne, vallée de la Saône, caractérisée par un bon ensoleillement (1 900 h/an), un été chaud (18,5 °C), un air sec au printemps et en été et des vents faibles.
Pour la période 1971-2000, la température annuelle moyenne est de 11,1 °C, avec une amplitude thermique annuelle de 17,6 °C. Le cumul annuel moyen de précipitations est de 833 mm, avec 10,8 jours de précipitations en janvier et 7,3 jours en juillet. Pour la période 1991-2020, la température moyenne annuelle observée sur la station météorologique de Météo-France la plus proche, « La Guiche », sur la commune de La Guiche à 11 km à vol d'oiseau, est de 10,9 °C et le cumul annuel moyen de précipitations est de 963,4 mm. 
La température maximale relevée sur cette station est de 39,3 °C, atteinte le 25 juillet 2019 ; la température minimale est de −19,5 °C, atteinte le 16 janvier 1985,,.
Les paramètres climatiques de la commune ont été estimés pour le milieu du siècle (2041-2070) selon différents scénarios d'émission de gaz à effet de serre à partir des nouvelles projections climatiques de référence DRIAS-2020. Ils sont consultables sur un site dédié publié par Météo-France en novembre 2022.

## Urbanisme

### Typologie
Au 1er janvier 2024, Salornay-sur-Guye est catégorisée bourg rural, selon la nouvelle grille communale de densité à sept niveaux définie par l'Insee en 2022.
Elle est située hors unité urbaine et hors attraction des villes,.

### Occupation des sols
L'occupation des sols de la commune, telle qu'elle ressort de la base de données européenne d’occupation biophysique des sols Corine Land Cover (CLC), est marquée par l'importance des territoires agricoles (58,7 % en 2018), en diminution par rapport à 1990 (60,4 %). La répartition détaillée en 2018 est la suivante : forêts (34,9 %), prairies (33 %), terres arables (19,8 %), zones urbanisées (6,5 %), zones agricoles hétérogènes (5,9 %). L'évolution de l’occupation des sols de la commune et de ses infrastructures peut être observée sur les différentes représentations cartographiques du territoire : la carte de Cassini (XVIIIe siècle), la carte d'état-major (1820-1866) et les cartes ou photos aériennes de l'IGN pour la période actuelle (1950 à aujourd'hui).

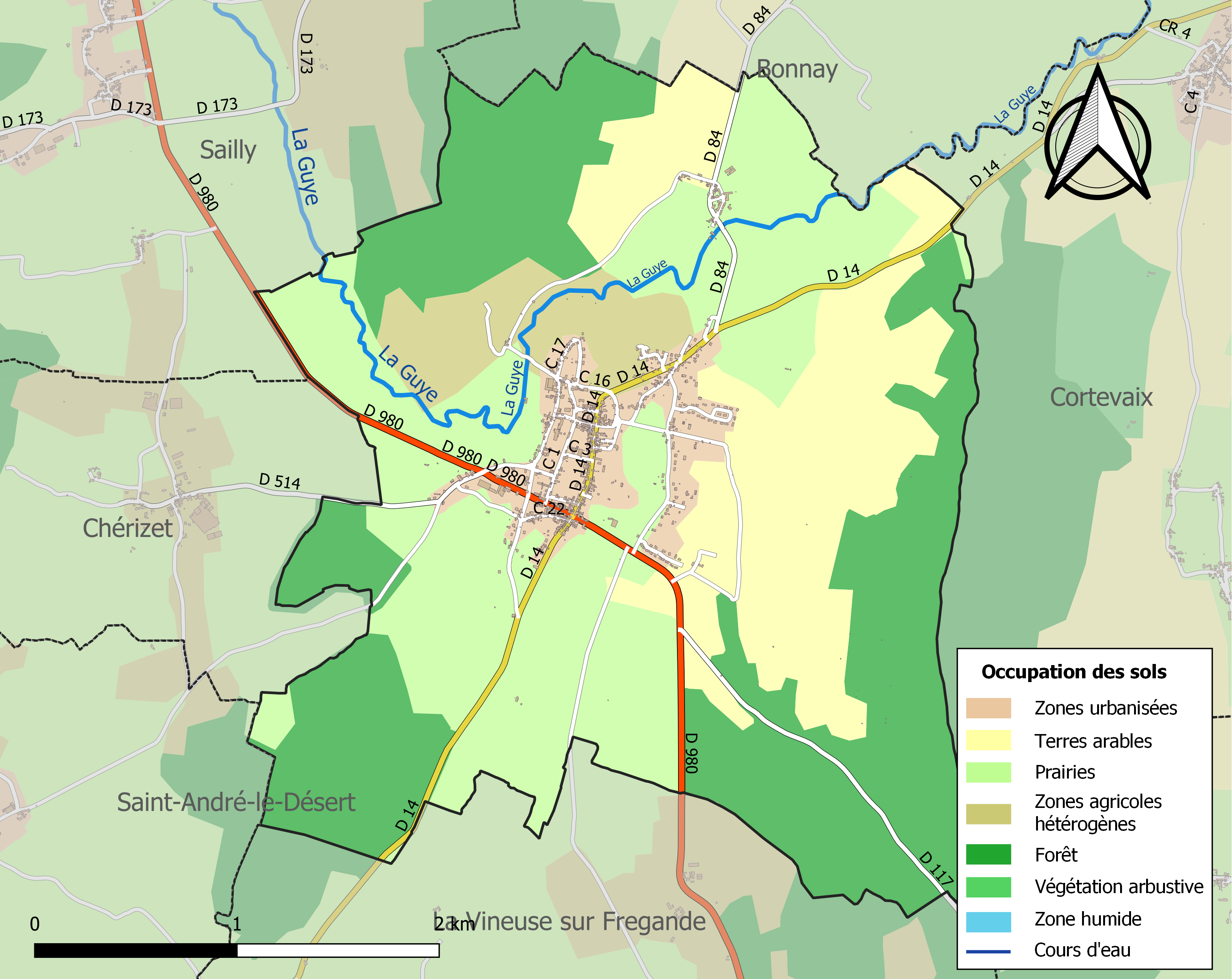
Carte des infrastructures et de l'occupation des sols de la commune en 2018 (CLC).

## Histoire
Les cendres (incinérée au Père-Lachaise) de la résistante Lucie Aubrac décédée le 14 mars 2007 à l'âge de 94 ans, ont été transférées le 3 avril 2007 dans le caveau familial du cimetière de Salornay-sur-Guye conformément à ses dernières volontés, village dont étaient originaires ses parents et grands-parents. Raymond Aubrac, son mari, grand résistant, décédé à Paris le 10 avril 2012, a été inhumé à ses côtés le 12 mai 2012, après avoir reçu des honneurs nationaux.
En 2020, ainsi que 126 autres lieux répartis sur le territoire du Pôle d'équilibre territorial et rural (PETR) Mâconnais Sud Bourgogne, l'église a intégré les « Chemins du roman en Mâconnais Sud Bourgogne » et bénéficié de la pose d'une signalétique spécifique.

## Politique et administration

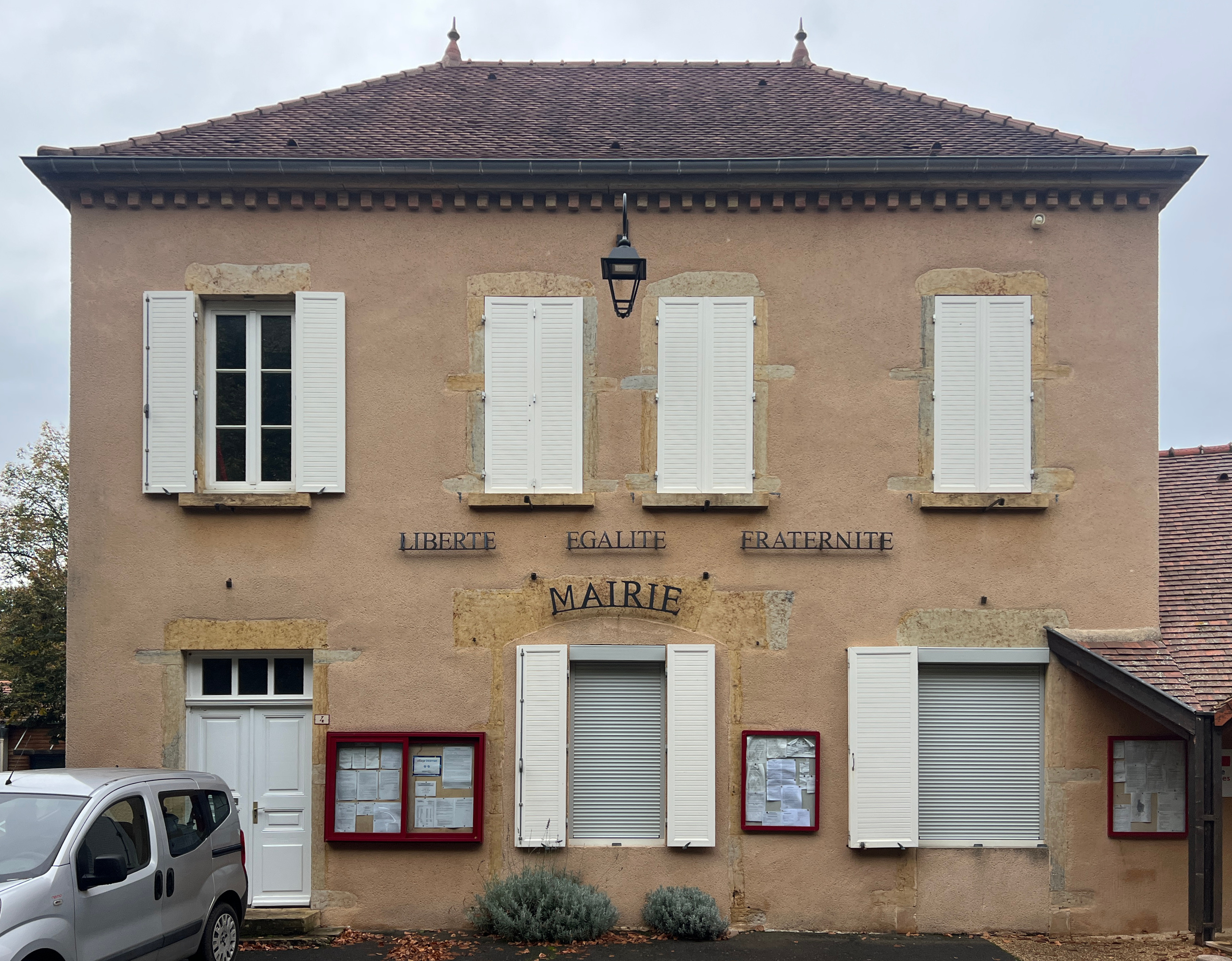
La mairie.

| Période                                  | Période  | Identité            | Étiquette  | Qualité                        |
| ---------------------------------------- | -------- | ------------------- | ---------- | ------------------------------ |
| 1945                                     | 1965     | Claude Dauxois      | communiste | Conseiller général (1945-1949) |
| 1965                                     | 1971     | Bernard Chapeleau   | gaulliste  |                                |
| 1971                                     | 1974     | Marcel Larfouilloux | gaulliste  |                                |
| 1974                                     | 1977     | Marcel Durousset    | gaulliste  |                                |
| 1977                                     | 1983     | Reine Naulin        | PS         |                                |
| 1983                                     | 1995     | Gilbert Lory        | centriste  |                                |
| 1995                                     | 2020     | Jean-Luc Fonteray   | PS         | Conseiller général             |
| 2020                                     | En cours | Catherine Bertrand  |            | Ancienne employée              |
| Les données manquantes sont à compléter. |          |                     |            |                                |

## Démographie
L'évolution du nombre d'habitants est connue à travers les recensements de la population effectués dans la commune depuis 1793. Pour les communes de moins de 10 000 habitants, une enquête de recensement portant sur toute la population est réalisée tous les cinq ans, les populations de référence des années intermédiaires étant quant à elles estimées par interpolation ou extrapolation. Pour la commune, le premier recensement exhaustif entrant dans le cadre du nouveau dispositif a été réalisé en 2006.

En 2022, la commune comptait 869 habitants, en évolution de +0,46 % par rapport à 2016 (Saône-et-Loire : −1,06 %, France hors Mayotte : +2,11 %).
| 1793 | 1800 | 1806 | 1821  | 1831  | 1836  | 1841  | 1846  | 1851  |
| ---- | ---- | ---- | ----- | ----- | ----- | ----- | ----- | ----- |
| 939  | 969  | 957  | 1 204 | 1 217 | 1 058 | 1 078 | 1 047 | 1 013 |

| 1856  | 1861 | 1866  | 1872  | 1876  | 1881  | 1886  | 1891 | 1896  |
| ----- | ---- | ----- | ----- | ----- | ----- | ----- | ---- | ----- |
| 1 023 | 967  | 1 046 | 1 044 | 1 000 | 1 040 | 1 032 | 970  | 1 036 |

| 1901  | 1906 | 1911 | 1921 | 1926 | 1931 | 1936 | 1946 | 1954 |
| ----- | ---- | ---- | ---- | ---- | ---- | ---- | ---- | ---- |
| 1 064 | 987  | 973  | 804  | 830  | 816  | 792  | 780  | 704  |

| 1962 | 1968 | 1975 | 1982 | 1990 | 1999 | 2006 | 2011 | 2016 |
| ---- | ---- | ---- | ---- | ---- | ---- | ---- | ---- | ---- |
| 749  | 693  | 721  | 705  | 663  | 702  | 789  | 842  | 865  |

| 2021 | 2022 | - | - | - | - | - | - | - |
| ---- | ---- | - | - | - | - | - | - | - |
| 871  | 869  | - | - | - | - | - | - | - |

## Culture locale et patrimoine

### Lieux et monuments
Sont à voir à Salornay-sur-Guye :
- l'église Saint-Antoine, bâtie au XIe siècle dans le style roman et remaniée au XIXe siècle[19] ;
- à deux pas de l'église, une maison du XVe siècle entourée d'un parc arboré d'un peu plus d'un hectare, appelée « le Château »[20] ou château des Épaux et inscrite à l’inventaire supplémentaire des Monuments historiques[21] ;
- le moulin de la Clochette (sur la Guye, déjà cité au XVIIIe siècle), acheté par la commune en 1950 et devenu, après restauration en 1996-1997, local d'accueil du camping municipal[22] ;
- le moulin d'Angoin (sur la Guye) au lieu-dit du même nom (propriété privée)[23] ;
- le pont de pierre enjambant la Guye, antérieur au XVIIe siècle et prolongé au XVIIIe à chaque extrémité (longueur de l'ensemble supérieure à 100 mètres)[24].

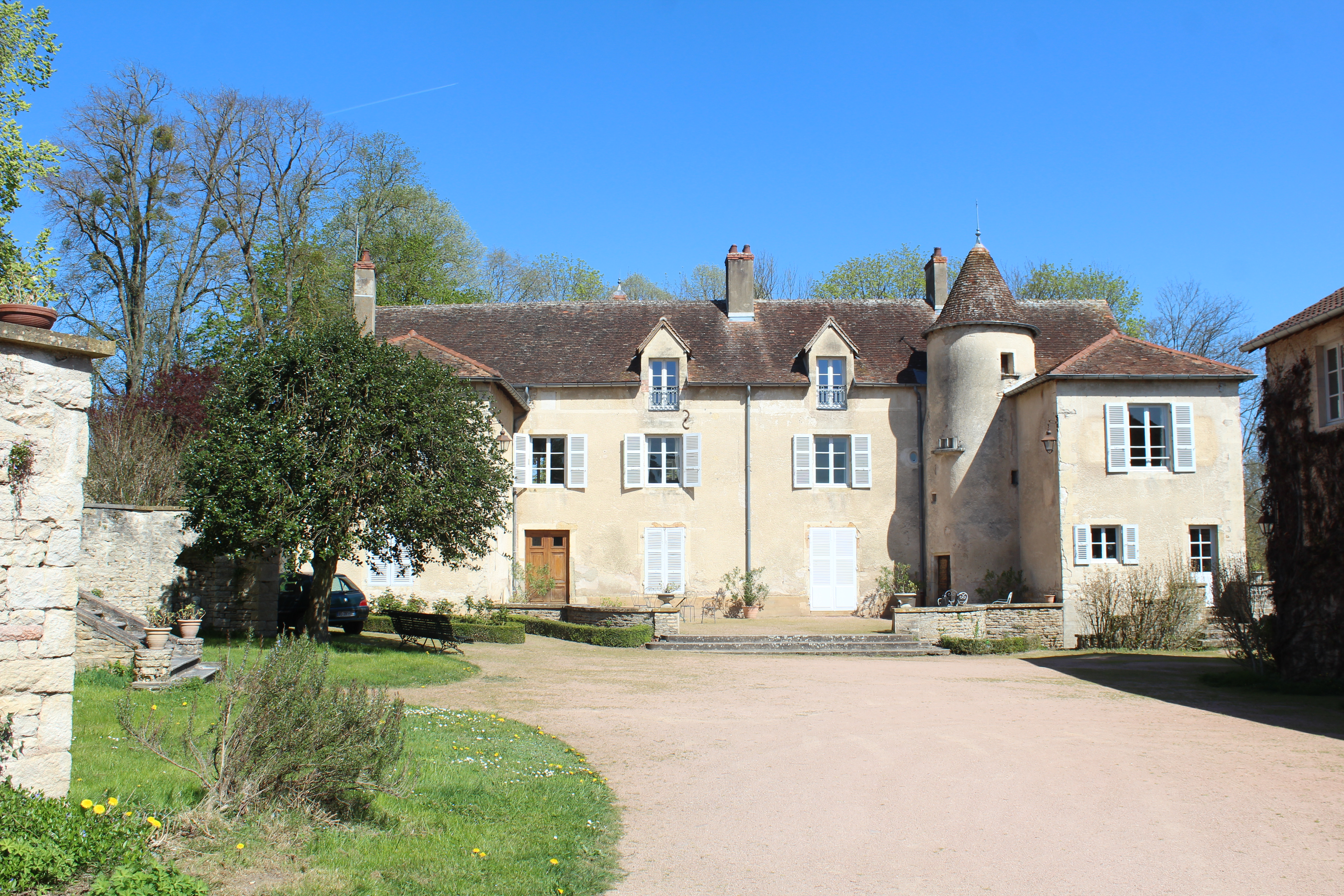
Le château des Épaux.
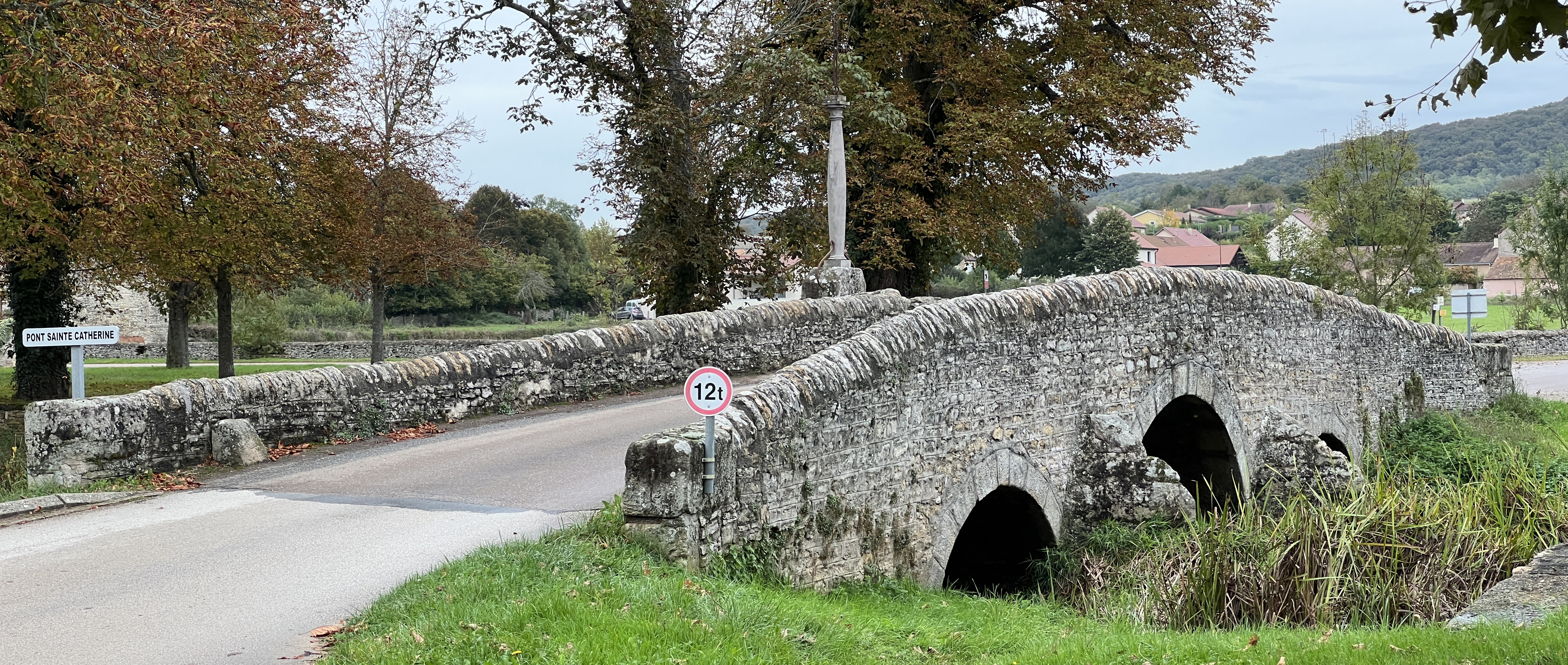
Le pont Sainte-Catherine.
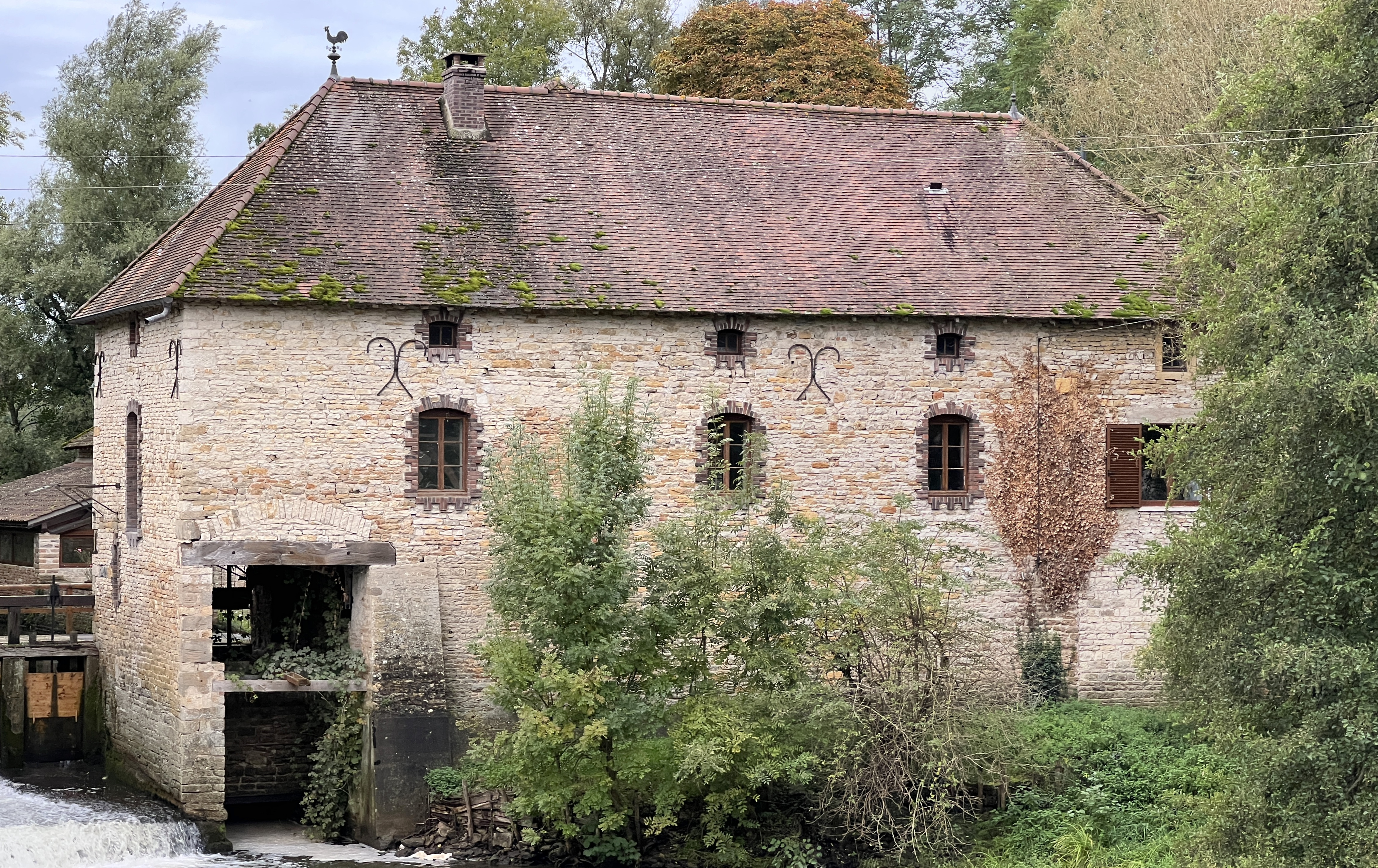
Le moulin d'Angoin.

### Personnalités liées à la commune

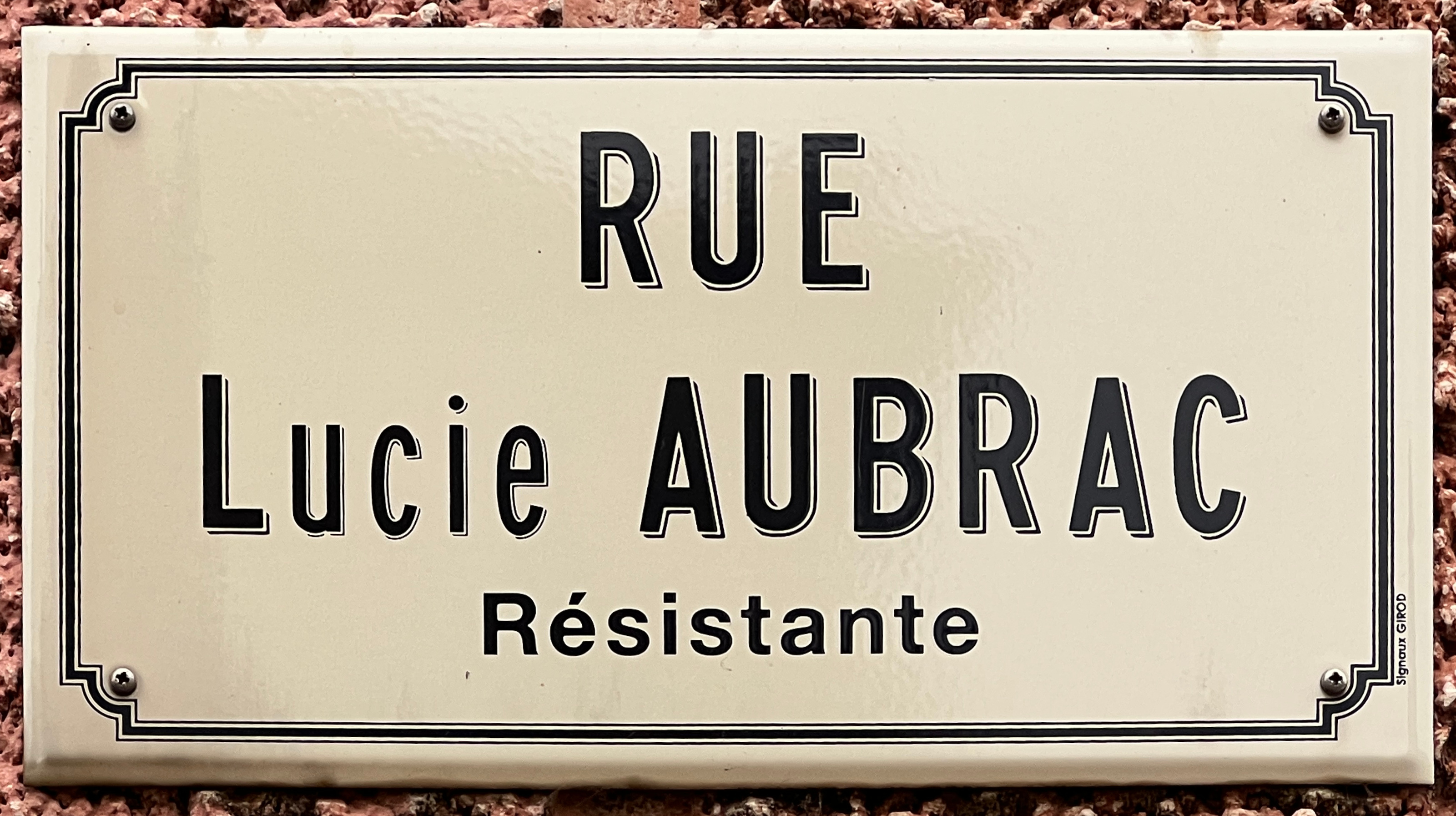
Une rue de Salornay-sur-Guye porte le nom de Lucie Aubrac.

Parmi les personnalités attachées à l'histoire de Salornay-sur-Guye figurent :
- Lucie Aubrac née Bernard (1912-2007), héroïne de la Résistance, qui repose dans le cimetière de Salornay (berceau de sa famille) ;
- Raymond Aubrac (1914-2012), époux de Lucie, enterré aux côtés de sa femme Lucie dans le cimetière communal ;
- Guillaume Margue (1828-1888), député ;
- Émile Chateau, botaniste (1866-1952)[20] ;
- Pierre Perdu, pseudonyme de Marius Duprey (1877-1946), romancier né à Salornay-sur-Guye, auteur de Le Fou-Loup. roman d’un aboulique (Paris, Éditions du Monde Nouveau, 1924).

## Pour approfondir